# Svein Erik Vold
Svein Erik Vold (* 31. Oktober 1985 in Stjørdalshalsen) ist ein ehemaliger norwegischer Bahn- und Straßenradrennfahrer.

## Werdegang
Svein Erik Vold wurde 2002 norwegischer Junioren-Bahnradmeister im 1000-m-Zeitfahren und in der Einerverfolgung. Im nächsten Jahr konnte er beide Titel verteidigen. 2004 wurde er in denselben Disziplinen nationaler Meister der Eliteklasse. Diesen Titel holte er sich 2006 erneut und in den folgenden zwei Jahren verteidigte er den Titel im 1000-m-Zeitfahren.
Auf der Straße wurde er 2002 und 2003 norwegischer Meister im Kriterium der Juniorenklasse und in der Jugendklasse gewann er das Teamzeitfahren. Seit 2005 fährt Svein Erik Vold für das Continental Team Joker-Bianchi. In seinem ersten Jahr dort gewann er jeweils eine Etappe beim Grenland Grand Prix und beim Eidsvollrittet. In der Saison 2008 war er auf dem dritten Teilstück des Trønderfestivalen erfolgreich.
Ende Juli 2012 beendete er seine Karriere als Radrennfahrer und wurde Sportlicher Leiter beim Team Joker Merida.

## Erfolge – Bahn
2002
- Norwegischer Meister – 1000-m-Zeitfahren (Junioren)
- Norwegischer Meister – Einerverfolgung (Junioren)

2003
- Norwegischer Meister – 1000-m-Zeitfahren (Junioren)
- Norwegischer Meister – Einerverfolgung (Junioren)

2004
- Norwegischer Meister – 1000-m-Zeitfahren
- Norwegischer Meister – Einerverfolgung

2006
- Norwegischer Meister – 1000-m-Zeitfahren
- Norwegischer Meister – Einerverfolgung

2007
- Norwegischer Meister – 1000-m-Zeitfahren

2008
- Norwegischer Meister – 1000-m-Zeitfahren

## Erfolge – Straße
2002
- Norwegischer Meister – Kriterium (Junioren)

2003
- Norwegischer Meister – Kriterium (Junioren)

## Teams
- 2005 Maxbo Bianchi
- 2006 Maxbo Bianchi
- 2007 Maxbo Bianchi
- 2008 Joker Bianchi
- 2009 Joker Bianchi
- 2010 Joker Bianchi
- 2011 Joker Merida
- 2012 Joker Merida (bis 31. Juli) 1